# Mirach
Mirach (β Andromedae / β And / 43 Andromedae) es la segunda estrella más brillante de la constelación de Andrómeda, después de Alpheratz (α Andromedae), con una magnitud aparente media de +2.07. Se encuentra a 199 años luz de distancia del sistema solar.

## Nombre
El nombre de Mirach, así como sus formas derivadas Merach, Mirac, Mirak y Mirar, provienen del árabe المراق (Al-maraqq, ‘Los lomos’). Esta estrella fue descrita en 1521 en las Tablas alfonsíes como super mirat, de donde procede su denominación actual.
Otros nombres menos usuales para designar a esta estrella fueron Cingulum y Ventrale, este último por la posición que antiguamente ocupaba en la constelación. En la astronomía árabe tardía señalaba el lado derecho de Andrómeda, siendo conocida como الجنب المصلى (Al Janb al Musalsalah, ‘El Lado de la Mujer Encadenada’).
Algunos autores han incluido a Mirach, junto a υ Piscium, φ Piscium y χ Piscium, en la estación lunar copta Kuton (‘el hilo’); e igualmente en Arit, un asterismo del antiguo Egipto.

## Características físicas
Mirach es una gigante roja de tipo espectral M0III con una temperatura superficial de 3800 K y un radio 86 veces más grande que el radio solar. Es 1900 veces más luminosa que el Sol, incluyendo una importante cantidad de energía emitida como radiación infrarroja. Como otras estrellas de su clase, es ligeramente variable, si bien su variación no está bien estudiada; su brillo varía entre magnitud +2.01 y +2.10. Con una masa estimada entre 3 y 4 masas solares, no está lejos de su final como enana blanca.
Mirach tiene una tenue acompañante de magnitud 14, 60 000 veces menos luminosa que la estrella principal. Ambas están separadas al menos 1700 au.